# Vernasca
Vernasca (emilián nyelven La Varnàsca) település Olaszországban, Emilia-Romagna régióban, Piacenza megyében. Lakosainak száma 2004 fő (2023. január 1.). Vernasca Bore, Lugagnano Val d’Arda, Morfasso, Pellegrino Parmense, Salsomaggiore Terme, Alseno és Castell’Arquato községekkel határos.

## Népesség
A település lakossága az elmúlt években az alábbi módon változott:
| Lakosok száma | 2111 | 2079 | 2004 |
|               | 2017 | 2018 | 2023 |